# Christopher Telo
Christopher Nilsson Telo (* 4. listopadu 1989, Londýn, Spojené království) je švédský fotbalový záložník, v současnosti působí ve švédském klubu IFK Norrköping, jehož je odchovancem.

## Klubová kariéra
- Kimstad GoIF (mládež)[1]
- IFK Norrköping (mládež)
- IFK Norrköping 2007–

## Reprezentační kariéra
Nastupoval za švédskou mládežnickou reprezentaci U19.